# Ochetellus flavipes
Ochetellus flavipes är en myrart som först beskrevs av Kirby 1896.  Ochetellus flavipes ingår i släktet Ochetellus och familjen myror. Inga underarter finns listade i Catalogue of Life.

## Bildgalleri

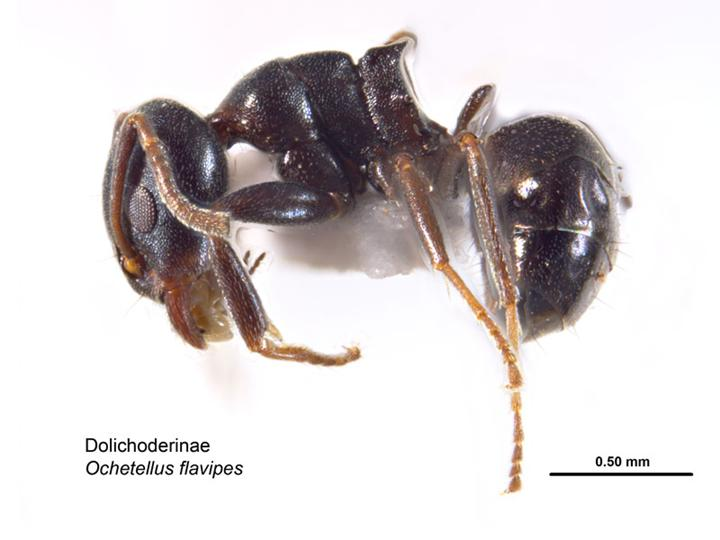